# Percote
Percote (en grec antic Περκώτη) era una ciutat de Mísia a l'Hel·lespont, al nord-est de Troia, no llunyana d'Abidos, ni de Làmpsac, probablement a la desembocadura del riu Percotes. Homer en parla al "Catàleg dels troians" a la Ilíada, i diu que era una de les ciutats que va ajudar el rei Príam a la guerra de Troia, amb un contingent que dirigia Asi. Homer afegeix que Asi havia rebut de la ciutat d'Arisba uns magnífics cavalls, fogosos i corpulents, per anar a la guerra.
Percote va continuar existint molt de temps després de la guerra de Troia, i en parlen Heròdot, Escílax de Carianda, Apol·loni de Rodes, Flavi Arrià, Plini el Vell i Esteve de Bizanci. Segons Fènies, citat per Plutarc, era una de les ciutats donades a Temístocles pel rei Artaxerxes I de Pèrsia. Estrabó diu que el seu nom antic havia estat Percope.
Seria la moderna Bergaz Köyü.